# Blankenheim (Landkreis Mansfeld-Südharz)
Blankenheim ist eine Gemeinde, die zur Verbandsgemeinde Mansfelder Grund-Helbra gehört und im Landkreis Mansfeld-Südharz des Bundeslandes Sachsen-Anhalt liegt. In Blankenheim beginnt der nach Westen abfließende Bach Röhrgraben.

## Geografische Lage
Blankenheim liegt am Hornburger Sattel im südöstlichen Harzvorland an der Landesstraße 151 zwischen Emseloh und Lutherstadt Eisleben. Durch den Ort führt eine Eisenbahnstrecke mit der Linie Magdeburg–Erfurt auf einem Abschnitt der Bahnstrecke Berlin–Blankenheim und der Linie Göttingen–Halle (Saale) auf der Bahnstrecke Halle–Hann. Münden, die hier durch einen 875 m langen Tunnel führt. Westlich des Ortes liegt die Wüstung Utenfelde.

## Geschichte

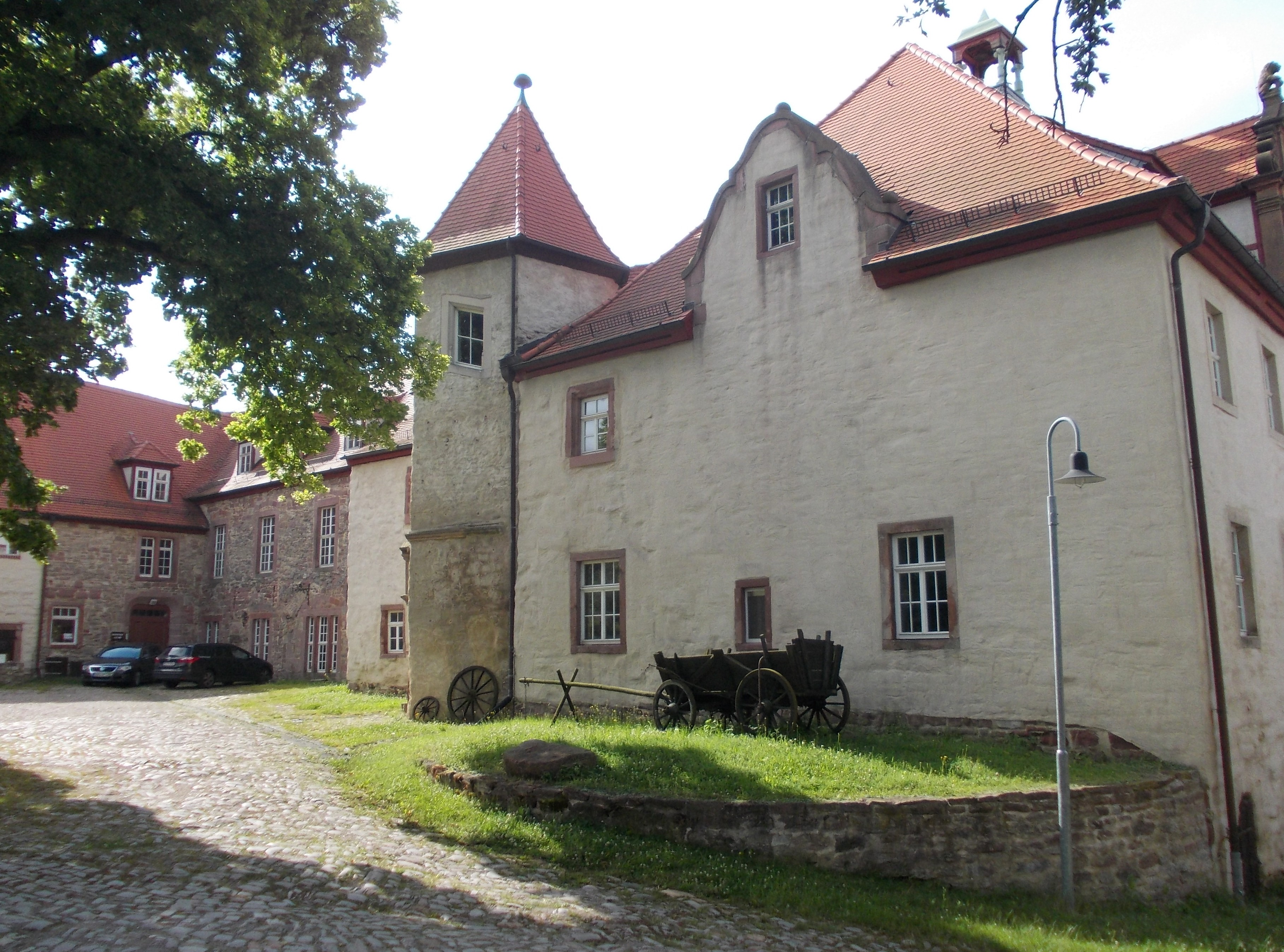
Gut Klosterrode

Die erste urkundliche Erwähnung von Blankenheim erfolgte 1181. Die weitere Entwicklung des Ortes ist eng verbunden mit der Geschichte des Prämonstratenserklosters (1147–1543) Rode im heutigen Ortsteil Klosterrode.
Blankenheim gehörte bis 1815 zum Amt Sangerhausen des Königreichs Sachsen und gelangte dann an den Regierungsbezirk Merseburg der preußischen Provinz Sachsen. Von 1952 bis 1990 gehörte Blankenheim zum DDR-Bezirk Halle.
Der Ort unterstand viele Jahrzehnte dem Rittergut Klosterrode, das den Grafen von der Schulenburg gehörte und das Patronatsrecht über die Kirche in Blankenheim sowie bis 1848 die Ober- und Untergerichte über den Ort besaß.
Im Zweiten Weltkrieg starben 16 Menschen in Blankenheim durch US-Luftangriffe und 70 Einwohner als Soldaten.

## Religion

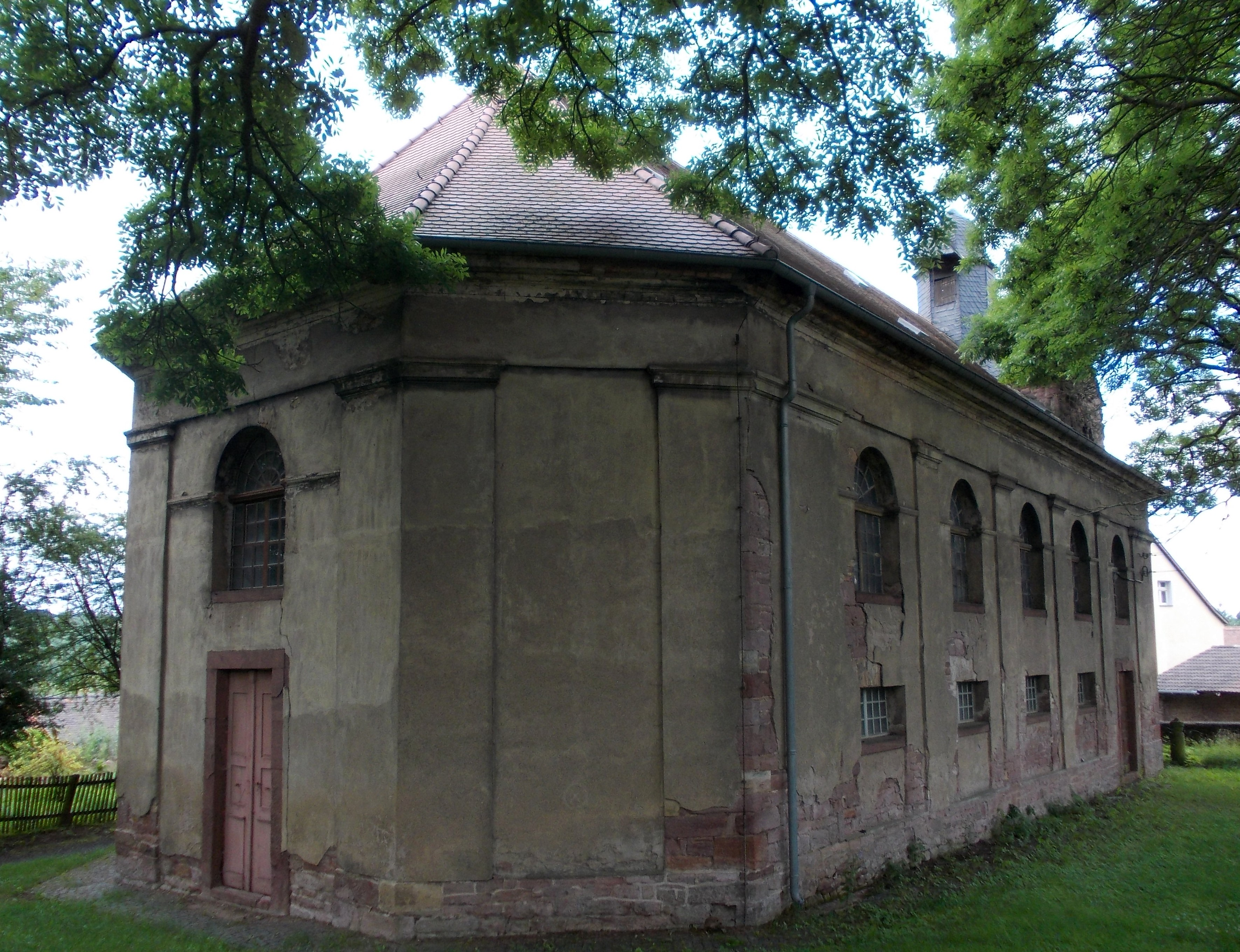
St.-Lamberti-Kirche

Nach dem Tod von Georg dem Bärtigen wurden die Bevölkerung und die St.-Lamberti-Kirche von Blankenheim, die damals zum Archidiakonat Kaltenborn des Bistums Halberstadt gehörten, sowie das der Blankenheimer Lamberti-Pfarrei inkorporierte Prämonstratenserkloster Klosterrode durch die um 1540 von Heinrich dem Frommen durchgeführte Reformation evangelisch-lutherisch.

### Evangelisch-lutherische Kirche
Die St.-Lamberti-Kirche in Blankenheim ist nach Lambert von Lüttich benannt und gehört zur Kirchengemeinde Gonna-Leinetal im Kirchenkreis Eisleben-Sömmerda der Evangelischen Kirche in Mitteldeutschland.

### Römisch-katholische Kapelle

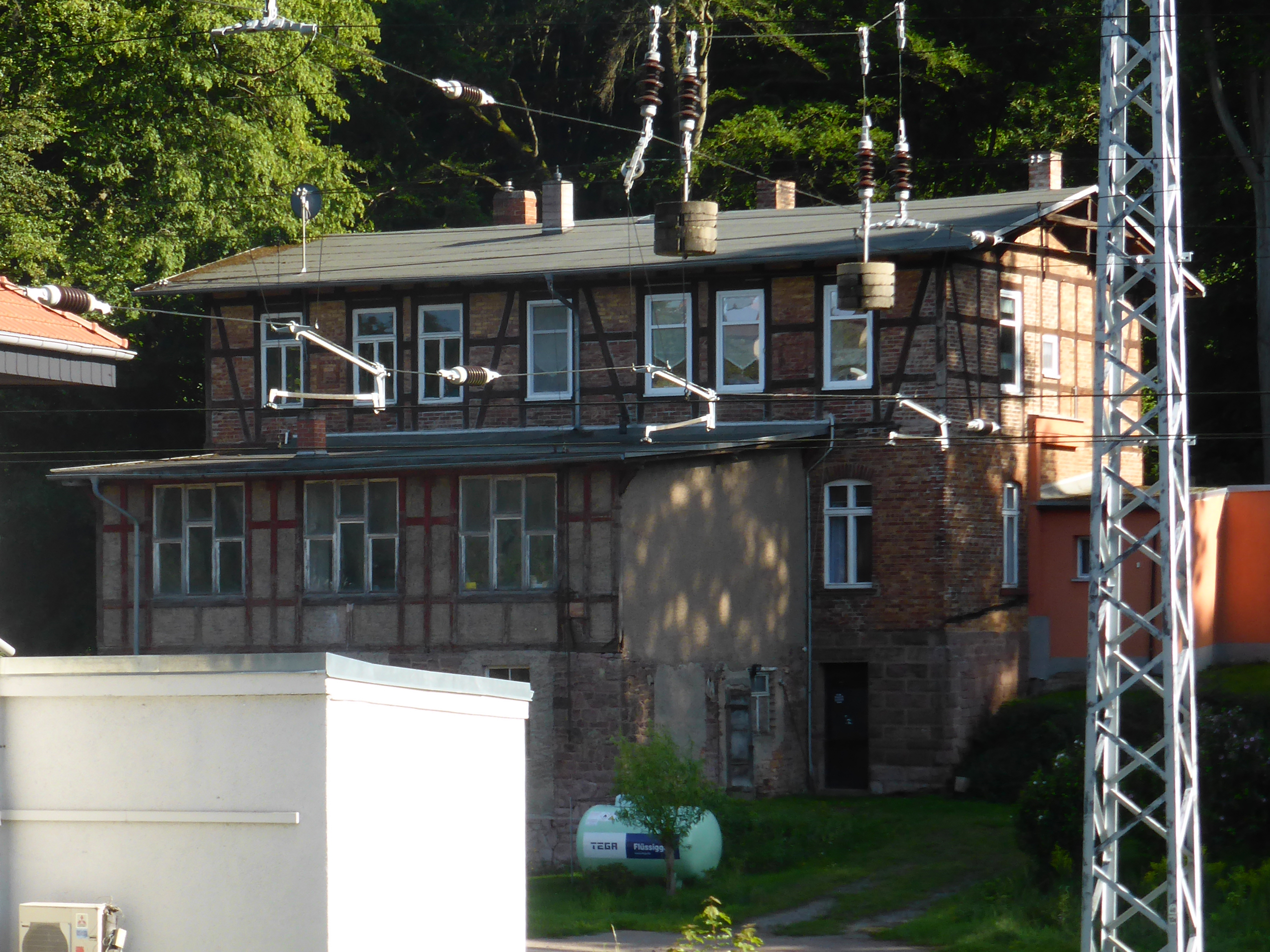
Ehemalige Gaststätte Waldhaus zum Lampertus, in dem eine katholische Kapelle bestand

Nach dem Zweiten Weltkrieg kamen durch die Flucht und Vertreibung Deutscher aus Mittel- und Osteuropa wieder Katholiken in größerer Zahl nach Blankenheim und in die umliegenden Ortschaften, sie gehörten zunächst zur Pfarrei Sangerhausen.
1947 erfolgte die Gründung der Kuratie Blankenheim, die zur Pfarrei Sangerhausen gehörte und neun Siedlungen umfasste. 1948 wurde der Saal der Gaststätte Rein angemietet und zu einer Kapelle umgebaut, am 18. Januar 1949 war die Kapelle eingerichtet. Damals gehörten rund 1500 Katholiken zur Kuratie Blankenheim. 1959 wurde der letzte Kuratus von Blankenheim versetzt und aufgrund des Priestermangels die Kuratie Blankenheim mit einer Seelsorgehelferin besetzt. Die Heiligen Messen in Blankenheim fanden durch Priester aus Sangerhausen statt.
1963 musste die Kapelle im Gasthaus Rein aufgegeben werden, und noch im gleichen Jahr wurde die Veranda des am Bahnhof gelegenen Gasthofes Waldhaus zum Lampertus gemietet und zu einer Kapelle umgestaltet.
Heute gehören Katholiken in Blankenheim zur Pfarrei St. Jutta mit Sitz in Sangerhausen, die nächstgelegenen katholischen Gotteshäuser sind die Herz-Jesu-Kirche in Sangerhausen und die St.-Gertrud-Kirche in Eisleben.

## Politik

### Wappen
Das Wappen wurde vom Magdeburger Kommunalheraldiker Jörg Mantzsch erarbeitet und am 6. November 2007 durch den Landkreis genehmigt.
Blasonierung: „In Silber aus erhöhtem grünen Schildfuß wachsend eine grüne Eiche mit Eicheln, im Schildfuß ein rundbogiger, schwarzer Durchbruch, eingefasst von silbernen Hausteinen und belegt mit silbernem Bergmannsgezähe.“
Die Farben der Gemeinde sind – abgeleitet von der Tinktur des Hauptwappenmotivs (Eiche) und der Tinktur des Schildes – Grün-Weiß.

### Flagge
Die Flagge ist grün-weiß (1:1) gestreift und mittig mit dem Gemeindewappen belegt – bei der Längsform mit senkrecht verlaufenden Streifen und bei der Querform mit waagerecht verlaufenden Streifen.

## Kultur und Sehenswürdigkeiten
- Gedenkstein am Eingang der Grundschule Blankenheim-Riestedt (zur DDR-Zeit Paul-Beck-Oberschule) für den kommunistischen Stadtverordneten von Sangerhausen Paul Beck, der an den Folgen des KZ- und Zuchthausaufenthalts 1940 verstarb

## Verkehr

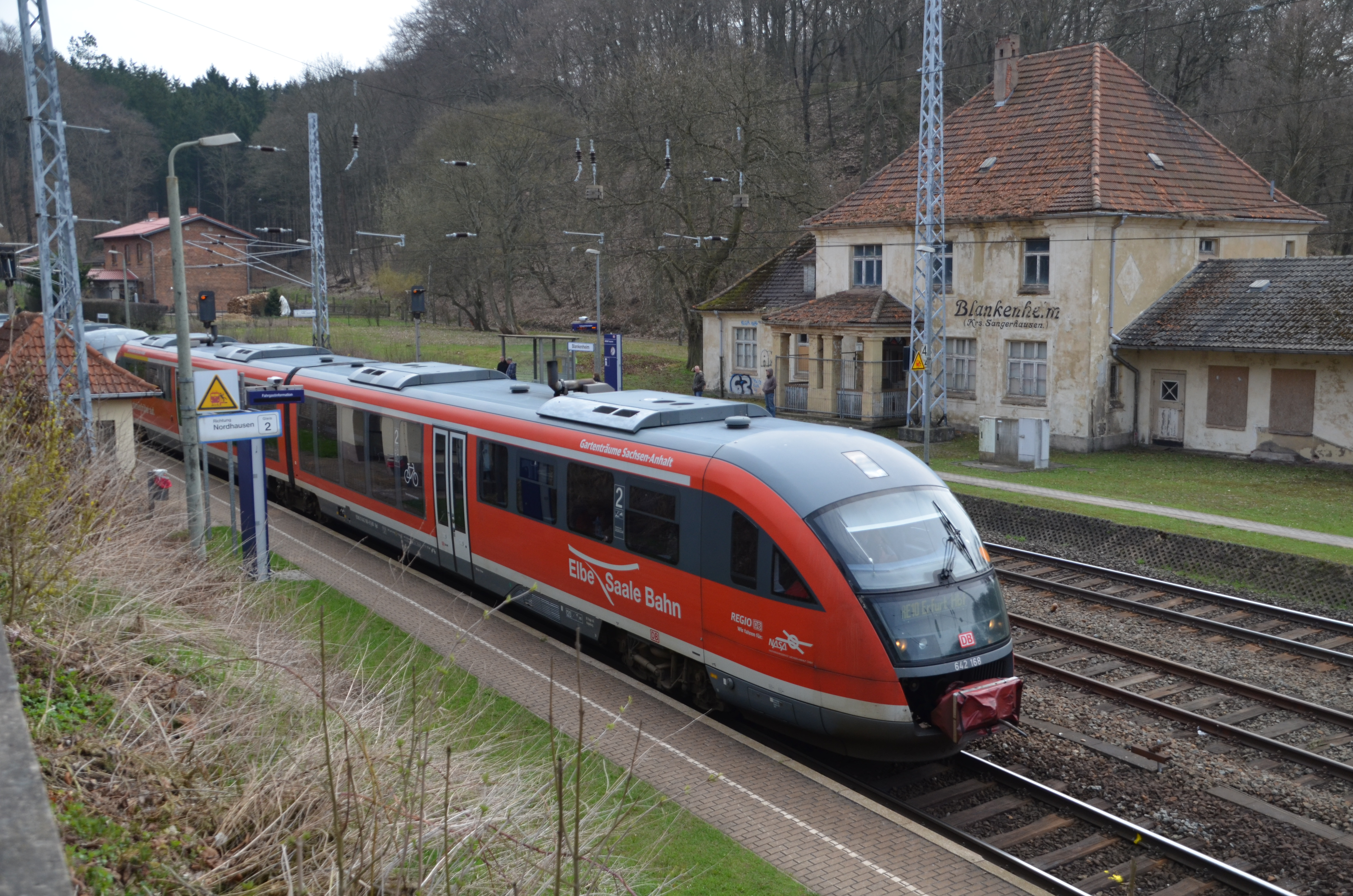
Bahnhof Blankenheim

Blankenheim verfügt über den Bahnhof Blankenheim (Kr Sangerhausen) an der Bahnstrecke Halle–Hann. Münden am südlichen Ortsrand in Nähe des Blankenheimer Tunnels, an dessen östlichem Ende die Bahnstrecke Berlin–Blankenheim mündet. Außerdem bestehen Busverbindungen der Verkehrsgesellschaft Südharz in die umliegenden Orte.

## Persönlichkeiten
- Antonie Bitsch (1912–1989), Malerin